# 派恩比奇 (新澤西州)
派恩比奇（英語：Pine Beach）是位於美國新澤西州海洋縣的自治市鎮。

## 人口
根據2020年美國人口普查的數據，派恩比奇的面積為1.66平方千米，當中陸地面積為1.65平方千米，而水域面積為0.01平方千米。當地共有人口2139人，而人口密度為每平方千米1,289人。